# Laureus World Sports Awards/Action-Sportler des Jahres
Diese Liste zählt alle Sportlerinnen und Sportler auf, die bei den Laureus World Sports Awards in der Kategorie „Durchbruch des Jahres“ (breakthrough of the year) nominiert waren (bis 2007 hieß die Kategorie „Alternativ-Sportler des Jahres“). Die Sieger sind farblich hervorgehoben.

## Liste der Sieger und Nominierten
| 2008 | Shaun White (USA)                | Snowboard/Skateboard |
|      | Daniel Dhers (Venezuela)         | BMX                  |
|      | Mick Fanning (Australien)        | Surfen               |
|      | Stephanie Gilmore (Australien)   | Surfen               |
|      | Aaron Hadlow (Großbritannien)    | Kitesurfen           |
|      | Ryan Sheckler (USA)              | Skateboard           |
| 2009 | Kelly Slater (USA)               | Surfen               |
|      | Julien Absalon (Frankreich)      | Mountainbike         |
|      | Stephanie Gilmore (Australien)   | Surfen               |
|      | Aaron Hadlow (Großbritannien)    | Kitesurfen           |
|      | Tanner Hall (USA)                | Freeskiing           |
|      | Shaun White (USA)                | Snowboard/Skateboard |
| 2010 | Stephanie Gilmore (Australien)   | Surfen               |
|      | Antoine Albeau (Frankreich)      | Windsurfen           |
|      | Chris Cole (USA)                 | Skateboard           |
|      | Mick Fanning (Australien)        | Surfen               |
|      | Greg Long (USA)                  | Surfen               |
|      | Danny MacAskill (Großbritannien) | Trial                |
| 2011 | Kelly Slater (USA)               | Surfen               |
|      | Jamie Bestwick (Großbritannien)  | BMX                  |
|      | Víctor Fernández López (Spanien) | Windsurfen           |
|      | Stephanie Gilmore (Australien)   | Surfen               |
|      | Levi Sherwood (Neuseeland)       | Motocross            |
|      | Shaun White (USA)                | Snowboard/Skateboard |
| 2012 | Kelly Slater (USA)               | Surfen               |
|      | Jamie Bestwick (Großbritannien)  | BMX                  |
|      | Philip Köster (Deutschland)      | Windsurfen           |
|      | Carissa Moore (USA)              | Surfen               |
|      | Travis Rice (USA)                | Snowboard            |
|      | Shaun White (USA)                | Snowboard/Skateboard |
| 2013 | Felix Baumgartner (Österreich)   | Skydiving            |
|      | Jamie Bestwick (Großbritannien)  | BMX                  |
|      | Julie Bresset (Frankreich)       | Mountainbike         |
|      | Stephanie Gilmore (Australien)   | Surfen               |
|      | Philip Köster (Deutschland)      | Windsurfen           |
|      | Joel Parkinson (Australien)      | Surfen               |
| 2014 | Jamie Bestwick (Großbritannien)  | BMX                  |
|      | Bob Burnquist (Brasilien)        | Skateboard           |
|      | Mick Fanning (Australien)        | Surfen               |
|      | John John Florence (USA)         | Surfen               |
|      | Maya Gabeira (Brasilien)         | Surfen               |
|      | Shaun White (USA)                | Snowboard/Skateboard |
| 2015 | Alan Eustace (USA)               | Skydiving            |
|      | Stephanie Gilmore (Australien)   | Surfen               |
|      | Nyjah Huston (USA)               | Skateboard           |
|      | Sage Kotsenburg (USA)            | Snowboard            |
|      | Danny MacAskill (Großbritannien) | Trial                |
|      | Gabriel Medina (Brasilien)       | Surfen               |
| 2016 | Jan Frodeno (Deutschland)        | Ironman-Triathlon    |
|      | Rachel Atherton (Großbritannien) | Mountainbike         |
|      | Bob Burnquist (Brasilien)        | Skateboard           |
|      | Mick Fanning (Australien)        | Surfen               |
|      | Chloe Kim (USA)                  | Snowboard            |
|      | Adriano de Souza (Brasilien)     | Surfen               |
| 2017 | Rachel Atherton (Großbritannien) | Mountainbike         |
|      | Pedro Barros (Brasilien)         | Skateboard           |
|      | John John Florence (USA)         | Surfen               |
|      | Chloe Kim (USA)                  | Snowboard            |
|      | Kelly Sildaru (Estland)          | Freestyle-Skiing     |
|      | Tyler Wright (Australien)        | Surfen               |
| 2018 | Armel Le Cléac'h (Frankreich)    | Segeln               |
|      | John John Florence (USA)         | Surfen               |
|      | Anna Gasser (Österreich)         | Snowboard            |
|      | Nyjah Huston (USA)               | Skateboard           |
|      | Mark McMorris (Kanada)           | Snowboard            |
|      | Tyler Wright (Australien)        | Surfen               |
| 2019 | Chloe Kim (USA)                  | Snowboard            |
|      | Maya Gabeira (Brasilien)         | Surfen               |
|      | Anna Gasser (Österreich)         | Snowboard            |
|      | Stephanie Gilmore (Australien)   | Surfen               |
|      | Gabriel Medina (Brasilien)       | Surfen               |
|      | Shaun White (USA)                | Snowboard/Skateboard |
| 2020 | Chloe Kim (USA)                  | Snowboard            |
|      | Italo Ferreira (Brasilien)       | Surfen               |
|      | Nyjah Huston (USA)               | Skateboard           |
|      | Rayssa Leal (Brasilien)          | Skateboard           |
|      | Carissa Moore (USA)              | Surfen               |
|      | Mark McMorris (Kanada)           | Snowboard            |
| 2021 | nicht vergeben                   | nicht vergeben       |
| 2022 | Beth Shriever (Großbritannien)   | BMX                  |
|      | Italo Ferreira (Brasilien)       | Surfen               |
|      | Alberto Ginés                    | Klettern             |
|      | Yūto Horigome (Japan)            | Skateboard           |
|      | Carissa Moore (USA)              | Surfen               |
|      | Momiji Nishiya (Japan)           | Skaten               |
| 2023 | Eileen Gu (China)                | Freestyle-Skiing     |
|      | Justine Dupont (Frankreich)      | Surfen               |
|      | Stephanie Gilmore (Australien)   | Surfen               |
|      | Chloe Kim (USA)                  | Snowboard            |
|      | Rayssa Leal (Brasilien)          | Skateboard           |
|      | Filipe Toledo (Brasilien)        | Surfen               |
| 2024 | Arisa Trew (Australien)          | Skateboard           |
|      | Rayssa Leal (Brasilien)          | Skateboard           |
|      | Caroline Marks (USA)             | Surfen               |
|      | Kirsten Neuschäfer (Südafrika)   | Segeln               |
|      | Beth Shriever (Großbritannien)   | BMX                  |
|      | Filipe Toledo (Brasilien)        | Surfen               |
| 2025 | Tom Pidcock (Großbritannien)     | Mountainbike         |
|      | Yūto Horigome (Japan)            | Skateboard           |
|      | Chloe Kim (USA)                  | Snowboard            |
|      | Caroline Marks (Kanada)          | Surfen               |
|      | Aleksandra Mirosław (Polen)      | Klettern             |
|      | Arisa Trew (Australien)          | Skateboard           |